# 동계초등학교
동계초등학교는 대한민국 전북특별자치도 순창군 동계면 현포리에 있는 초등학교다.

## 학교 연혁
- 1920년 12월 1일 동계공립보통학교 설립인가
- 1938년 4월 1일 교명 변경 (동계공립심상소학교)
- 1941년 4월 1일 교명 변경 (동계공립국민학교)
- 1981년 3월 1일 병설유치원 설립인가
- 1991년 3월 1일 구미분교 통폐합(58. 6. 7 설립)
- 1993년 3월 1일 성동국민학교 통폐합(50. 5. 31 설립)
- 1994년 3월 1일 영동분교 통폐합(63. 3. 2 설립)
- 2005년 11월 30일 본관 및 체육관 증·개축
- 2019년 9월 1일 31대 박진현 교장 부임
- 2021년 1월 12일 제98회 졸업식(총 6838)
- 2021년 3월 1일 초등학교 7학급(43명), 유치원 1학급(5명) 편성